# پیکو دا کروز
پیکو دا کروز (به لاتین: Pico da Cruz) یک کوه در دماغه سبز است که در eastern Santo Antão, Cape Verde واقع شده‌است. پیکو دا کروز ۱٬۵۸۵ متر بالاتر از سطح دریا واقع شده‌است.